# Regionalt idrottsgymnasium
Ett regionalt idrottsgymnasium är en gymnasieskolverksamhet i Sverige som varken "sanktioneras" av Sveriges regering, Statens skolverk eller Riksidrottsförbundet. Initiativet ligger främst på berörda kommuner i samarbete med lokala/regionala idrottsallianser/idrottsförbund. Någon ersättning för undervisning, specialidrott med mera finns inte reglerad i allmänna förordningar men bör kunna regleras mellan berörda kommuner.
För elever från en region inom vilken kommuner tecknar avtal med varandra. Samverkan med kommuner i regionen och med specialdistriktsförbund, bland annat beträffande urval av elever, tränarresurser och finansiering. Verksamheten bedrivs för elever på distrikts- och/eller regional elitnivå.

## Regionala idrottsgymnasier i Sverige
- Uddevalla Gymnasieskola (fotboll, handboll, friidrott och simning)
- Farsta gymnasium - Farsta
- Linnéskolan - Uppsala
- Lugnetgymnasiet - Falun
- Racklöfska skolan - Järpen
- Torsbergsgymnasiet
- Ekebyskolan - Uppsala
- Bolandsskolan - Uppsala
- Sandagymnasiet - Huskvarna